# Sinaly Diomandé
Sinaly Diomandé (Djékanou, 9 aprile 2001) è un calciatore ivoriano, difensore dell'Auxerre.

## Caratteristiche tecniche
È un difensore centrale.

## Carriera

### Club
Cresciuto nel Guidars FC, società calcistica maliana, nel 2019 è stato acquistato dal Lione per 550.000 euro più bonus aggiuntivi fino ad arrivare ad un massimo di 2 milioni. Utilizzato nella squadra riserve del club francese, si è ben presto ritagliato uno spazio fra i titolari nella squadra guidata da Gueïda Fofana collezionando 16 presenze alla sua prima stagione, interrotta anzitempo per via dello stop dovuto alla pandemia di COVID-19. Dopo aver svolto la preparazione estiva con la prima squadra, è stato definitivamente promosso in vista della stagione 2020-2021, debuttando fra i professionisti in occasione dell'incontro di Ligue 1 pareggiato 0-0 contro il Nîmes.

### Nazionale
Ha debuttato con la nazionale ivoriana l'8 ottobre 2020 in occasione dell'amichevole pareggiata 1-1 contro il Belgio.

## Statistiche

### Presenze e reti nei club
Statistiche aggiornate al 22 aprile 2025.
| Stagione                 | Squadra                  | Campionato               | Campionato | Campionato | Coppe nazionali | Coppe nazionali | Coppe nazionali | Coppe continentali | Coppe continentali | Coppe continentali | Altre coppe | Altre coppe | Altre coppe | Totale | Totale | Totale |
| Stagione                 | Squadra                  | Comp                     | Pres       | Reti       | Comp            | Pres            | Reti            | Comp               | Pres               | Reti               | Comp        | Pres        | Reti        | Pres   | Reti   |        |
| ------------------------ | ------------------------ | ------------------------ | ---------- | ---------- | --------------- | --------------- | --------------- | ------------------ | ------------------ | ------------------ | ----------- | ----------- | ----------- | ------ | ------ | ------ |
| 2019-2020                | Olympique Lione 2        | N2                       | 16         | 0          | -               | -               | -               | -                  | -                  | -                  | -           | -           | -           | 16     | 0      |        |
| 2021-2022                | Olympique Lione 2        | N2                       | 1          | 0          | -               | -               | -               | -                  | -                  | -                  | -           | -           | -           | 1      | 0      |        |
| 2022-2023                | Olympique Lione 2        | N2                       | 1          | 1          | -               | -               | -               | -                  | -                  | -                  | -           | -           | -           | 1      | 1      |        |
| Totale Olympique Lione B | Totale Olympique Lione B | Totale Olympique Lione B | 18         | 1          |                 | -               | -               |                    | -                  | -                  |             | -           | -           | 18     | 1      |        |
| 2020-2021                | Olympique Lione          | L1                       | 27         | 0          | CF              | 4               | 0               | -                  | -                  | -                  | -           | -           | -           | 31     | 0      |        |
| 2021-2022                | Olympique Lione          | L1                       | 11         | 0          | CF              | 0               | 0               | UEL                | 4                  | 0                  | -           | -           | -           | 15     | 0      |        |
| 2022-2023                | Olympique Lione          | L1                       | 24         | 0          | CF              | 5               | 0               | -                  | -                  | -                  | -           | -           | -           | 29     | 0      |        |
| 2023-2024                | Olympique Lione          | L1                       | 10         | 0          | CF              | 0               | 0               | -                  | -                  | -                  | -           | -           | -           | 10     | 0      |        |
| Totale Olympique Lione   | Totale Olympique Lione   | Totale Olympique Lione   | 72         | 0          |                 | 9               | 0               |                    | 4                  | 0                  |             | -           | -           | 85     | 0      |        |
| 2024-2025                | Auxerre                  | L1                       | 19         | 3          | CF              | 1               | 0               | -                  | -                  | -                  | -           | -           | -           | 20     | 3      |        |
| Totale carriera          | Totale carriera          | Totale carriera          | 109        | 4          |                 | 10              | 0               |                    | 4                  | 0                  |             | -           | -           | 123    | 4      |        |

### Cronologia presenze e reti in nazionale
| Cronologia completa delle presenze e delle reti in nazionale ― Costa d'Avorio | Cronologia completa delle presenze e delle reti in nazionale ― Costa d'Avorio | Cronologia completa delle presenze e delle reti in nazionale ― Costa d'Avorio | Cronologia completa delle presenze e delle reti in nazionale ― Costa d'Avorio | Cronologia completa delle presenze e delle reti in nazionale ― Costa d'Avorio | Cronologia completa delle presenze e delle reti in nazionale ― Costa d'Avorio | Cronologia completa delle presenze e delle reti in nazionale ― Costa d'Avorio | Cronologia completa delle presenze e delle reti in nazionale ― Costa d'Avorio |
| Data                                                                          | Città                                                                         | In casa                                                                       | Risultato                                                                     | Ospiti                                                                        | Competizione                                                                  | Reti                                                                          | Note                                                                          |
| ----------------------------------------------------------------------------- | ----------------------------------------------------------------------------- | ----------------------------------------------------------------------------- | ----------------------------------------------------------------------------- | ----------------------------------------------------------------------------- | ----------------------------------------------------------------------------- | ----------------------------------------------------------------------------- | ----------------------------------------------------------------------------- |
| 8-10-2020                                                                     | Bruxelles                                                                     | Belgio                                                                        | 1 – 1                                                                         | Costa d'Avorio                                                                | Amichevole                                                                    | -                                                                             |                                                                               |
| 13-10-2020                                                                    | Utrecht                                                                       | Giappone                                                                      | 1 – 0                                                                         | Costa d'Avorio                                                                | Amichevole                                                                    | -                                                                             |                                                                               |
| 17-11-2020                                                                    | Antananarivo                                                                  | Madagascar                                                                    | 1 – 1                                                                         | Costa d'Avorio                                                                | Qual. Coppa d'Africa 2021                                                     | -                                                                             |                                                                               |
| 5-6-2021                                                                      | Abidjan                                                                       | Costa d'Avorio                                                                | 2 – 1                                                                         | Burkina Faso                                                                  | Amichevole                                                                    | -                                                                             |                                                                               |
| 12-6-2021                                                                     | Cape Coast                                                                    | Ghana                                                                         | 0 – 0                                                                         | Costa d'Avorio                                                                | Amichevole                                                                    | -                                                                             | 90+2’                                                                         |
| 3-9-2021                                                                      | Maputo                                                                        | Mozambico                                                                     | 0 – 0                                                                         | Costa d'Avorio                                                                | Qual. Mondiali 2022                                                           | -                                                                             |                                                                               |
| 6-9-2021                                                                      | Abidjan                                                                       | Costa d'Avorio                                                                | 2 – 1                                                                         | Camerun                                                                       | Qual. Mondiali 2022                                                           | -                                                                             | 69’                                                                           |
| 8-10-2021                                                                     | Johannesburg                                                                  | Malawi                                                                        | 0 – 3                                                                         | Costa d'Avorio                                                                | Qual. Mondiali 2022                                                           | -                                                                             |                                                                               |
| 27-9-2022                                                                     | Amiens                                                                        | Costa d'Avorio                                                                | 3 – 1                                                                         | Guinea                                                                        | Amichevole                                                                    | -                                                                             | 81’                                                                           |
| 16-11-2022                                                                    | Marrakech                                                                     | Costa d'Avorio                                                                | 4 – 0                                                                         | Burundi                                                                       | Amichevole                                                                    | -                                                                             |                                                                               |
| Totale                                                                        |                                                                               | Presenze                                                                      | 10                                                                            |                                                                               | Reti                                                                          | 0                                                                             |                                                                               |